# Friedrich-Engels-Gymnasium (Berlin)
Das Friedrich-Engels-Gymnasium im Berliner Ortsteil Reinickendorf ist ein 1905 gegründetes Gymnasium mit derzeit rund 971 Schülern in der Nähe der Weißen Stadt und des Breitkopfbeckens. Das Hauptgebäude ist ein gelistetes Baudenkmal.

## Geschichte
Das Hauptgebäude wurde im Jahr 1905 in der Form der Neorenaissance fertiggestellt. Bei der Gründung am 6. April 1905 erhielt die Schule den Namen Höhere Gemeinde-Knabenschule, 1911 erfolgte ihre Anerkennung als Reform-Realgymnasium. Seit 1937 als Oberschule für Jungen bezeichnet, führte sie seit 1938 den bei den Nationalsozialisten willkommenen Namen des Jagdfliegers Manfred von Richthofen. Den Namen des Mitbegründers des Marxismus, Friedrich Engels, trägt die Schule seit dem 28. November 1945, dem 125. Geburtstag des Namensgebers. Im Jahr 1949 wurde das Schulgebäude nach den Kriegsschäden wieder hergestellt. Im Zuge der West-Berliner Schulreform von 1951 trägt sie seit dem 3. September 1951 zusätzlich die Bezeichnung 1. OWZ (Oberschule Wissenschaftlicher Zweig) in Berlin-Reinickendorf. Die Schule gliedert sich ab 1952 in einen neusprachlichen und einen mathematisch-naturwissenschaftlichen Zug.

## Fachliche Schwerpunkte

### Spanisch
Spanisch wurde bereits in den 1930er Jahren gelehrt und ab den Jahren 1959/1960 durch einen aus Chile zurückgekehrten Austauschlehrer nachfolgend in einer Arbeitsgemeinschaft weiter gelehrt.
Ab 1991 wurde mit dem Modellprojekt Deutsch-Spanischer bilingualer Zug mit Spanisch als zweiter Fremdsprache begonnen, das 1994 zu einem Regelangebot ausgebaut wurde. Inzwischen kann man die spanische Sprache ab Klasse 5 oder ab Klasse 7 beginnend lernen. Eine Besonderheit ist der deutsch-spanische bilinguale Zug ab Klasse 5. Hier gibt es verstärkten Spanischunterricht, damit später, beginnend ab Klasse 6, Geschichte und Erdkunde in spanischer Sprache unterrichtet werden kann. Die Schule bietet als einzige Schule in Deutschland die Möglichkeit, dass neben dem Abitur auch der entsprechende spanische Schulabschluss, das Bachillerato, erlangt werden kann. Dafür kooperiert die Schule seit 20 Jahren mit der Spanischen Botschaft in Berlin.

### Biologie auf Englisch
Bereits seit dem Schuljahr 2007/08 hat am Friedrich-Engels-Gymnasium eine der 7. Klassen verstärkten Englischunterricht. Das bedeutet: Neben den vier Stunden regulärem Englischunterricht in der Woche haben die Schülerinnen und Schüler von Anfang an eine zusätzliche Stunde, um erste biologische Inhalte auf Englisch zu vermitteln. So werden Kompetenzen gestärkt, die für den bilingualen Biologieunterricht in den Klassen 8–10 von großer Bedeutung sind, wie z. B. das freie Sprechen.
In den Klassen 8–10 wird in diesem Zug verstärkter Biologieunterricht (jeweils eine Stunde mehr Biologie als in den parallelen Klassen) erteilt. Mit einigen themenbedingten Ausnahmen werden die Inhalte hier auf Englisch unterrichtet.

### Berufsorientierung
Die Schule nimmt am Berliner Programm zur vertieften Berufsorientierung (BvBO) teil und bietet ihren Schülern eine Unterstützung bei der Berufsorientierung und Berufswahlentscheidung.

## Außerschulische Aktivitäten
Zu den außerschulischen Aktivitäten zählen unter anderem die jährlich stattfindende Gedenkstättenfahrt, die sich besonders der jüngeren deutschen Geschichte widmet. Aufgesucht werden Orte der NS-Diktatur und des Holocaust. Dabei lernen die Schüler aber auch Nachbarländer, vor allem die osteuropäischen, kennen. Außerdem werden jedes Jahr Skifahrten sowie Fahrten nach Spanien und Lateinamerika unternommen. Jährlich nehmen vier Delegierte der Schule am Planspiel Modell Europaparlament (MEP) teil. Während einer Projektwoche der 9. Klassen führt die Schule ein Schulparlament zu europäischen Themen durch, um die teilnehmenden Schülerinnen und Schüler für das MEP auszuwählen. Weiterhin wurde im Jahr 2013 das Filmmusikprojekt gegründet, das Schülern Kontakt zu Filmmusik ermöglichen soll. Es nehmen 80 Schüler unterschiedlicher Altersklassen am Projekt teil.

## Persönlichkeiten am Friedrich-Engels-Gymnasium in Berlin

### Schulleiter (einschließlich Vorgängerinstitutionen)
- 1905–1909: Albert Siebert
- 1909–1913: Wilhelm Düvel
- 1913–1922: Ernst Otto
- 1923–1933: Fritz Wuessing
- 1933–1937: Friedrich K. Hublitz
- 1938–1945: Kurt Gibs
- 1945: Johannes Utpott
- 1945–1956: Werner Büngel[5]
- 1. April 1956 – 14. März 1969: Gerhard Stern
- 21. April 1969 – 8. Juli 1994: Bodo Schnalke
- 9. Juli 1994 – 13. Mai 2000: Karin Braun
- 14. Mai 2000 – Dezember 2006: Hermann Battenberg
- 2007–2014: Olaf Wandelt
- Mai 2014 – August 2023: Heike Lemke-Wegener
- Seit August 2023: Doris Hellmuth

### Bekannte Schüler
- Nadine Krüger, Fernsehmoderatorin und Schauspielerin
- Alexandra Polzin, Fernsehmoderatorin
- Wolfgang Leonhard, politischer Schriftsteller, Publizist, Historiker und Ostexperte.
- Tarek Ebéné, Rapper der Hip-Hop-Formation K.I.Z
- Anthony Thet, Musiker
- B-Tight, Rapper
- Marcel Heuperman, Schauspieler und Regisseur
- Marie Sann, Illustratorin und Comiczeichnerin.
- Ludwig Blochberger, Schauspieler
- Mariama Jamanka, Bobsportlerin für Deutschland
- Bianca Nawrath, Schauspielerin (Abitur 2016)[6][7]

### Bekannte Lehrer
- Kurt Haussig, Lateinlehrer, Autor verschiedener Latein-Lehrbücher[8]
- Bernd Riede, Fachbereichsleiter Musik, Autor verschiedener Musik bezogener Schriften